# Sare Havliček
Sare Havliček (pravo ime Jure Havliček), slovenski glasbeni producent in aranžer, * 8. julij 1974
Po izobrazbi je stomatolog. Glasbeno kariero je začel leta 1990 v glasbeni skupini Sonic, ki jo je ustanovil s sošolcem Sašom Ambrožem in bratom Tomom Havličkom. Po razpadu skupine je Sare začel pisati lastne pesmi. Do leta 2015 je bil DJ, potem pa je začel producirati pesmi glasbenih skupin iz Velike Britanije, ZDA in drugod.

## Festivali
- Ema 1998 (kot soavtor aranžmaja Zakaj odšel si skupine Sound Attack)

## Diskografija
- Briga me - SLO Active (1997)
- Sound attack - Sound attack (Dallas Records, 1998)
- Destiny - Final (Menart, 1998)
- Ni dovolj! - Eskobars (Dallas Records, 2014)